# Rodrigo Grande
 (janvier 2019).
Si vous disposez d'ouvrages ou d'articles de référence ou si vous connaissez des sites web de qualité traitant du thème abordé ici, merci de compléter l'article en donnant les références utiles à sa vérifiabilité et en les liant à la section « Notes et références ».
Rodrigo Grande,  né le 10 février 1974 à Rosario, dans la province de Santa Fe, en Argentine, est un réalisateur et scénariste argentin.
Il travaille pour le cinéma argentin et le cinéma espagnol

## Filmographie

### Scénariste et réalisateur
- 1994 : La Pared y la lluvia
- 1996 : Juntos, in any way
- 2001 : Rosarigasinos
- 2009 : Cuestión de principios
- 2016 : Au bout du tunnel

## Prix

### Victoires
- 2001 : Festival du film latino-américain de Huelva : prix spécial du jury - Meilleur film (ree) - Meilleur acteur - Mention critique de critique pour Rosarigasinos.
- 2002 : Festival du film latino-américain de Lérida : meilleure première œuvre pour Rosarigasinos.
- 2002 : Festival du film de Saint-Domingue : Ciguapa de Oro, meilleur film - Meilleur acteur pour Rosarigasinos.
- 2002 : Festival de films latins de Los Angeles (LALIFF) : meilleure première œuvre pour Rosarigasinos.
- 2002 : Festival du film de Temecula : mention d'honneur pour Rosarigasinos.
- 2002 : Condor Awards (Argentine) : meilleure musique pour Rosarigasinos.
- 2002 : Festival international du film de Mar del Plata : meilleur acteur - meilleure musique Rosarigasinos.
- 2002 : Festival de Cine Nacional de Pergamino (Argentine) : meilleur acteur - Meilleure actrice dans un second rôle pour Rosarigasinos.
- 2002 : Festival de cinéma argentin d'Olavarría (Argentine) : prix du public pour Rosarigasinos.
- 2009 : Festival du film latino-américain de Huelva : meilleur film, Prix UPN pour Cuestión de principios.
- 2010 : Festival du film latino de San Diego : meilleur long métrage narratif pour Cuestión de principios.
- 2010 : Festival du film latino de Chicago : prix du public - Deuxième place pour Cuestión de principios.
- 2010 : Festival de films latins de Los Angeles (LALIFF) : meilleur scénario pour Cuestión de principios.
- 2010 : Festival international du film de Fort Lauderdale à Fort Lauderdale : Peoples Choice Award - Meilleur film étranger pour Cuestión de principios.
- 2010 : Sur Awards - Académie argentine des arts et des sciences du cinéma (ARG) : meilleur scénario adapté pour Cuestión de principios.
- 2017 : Festival international du film fantastique de Bruxelles : meilleur thriller pour Au bout du tunnel
- 2017 : Festival du film de Washington DC : meilleur long métrage (prix du public) pour Au bout du tunnel
- 2017 : Festival international du film de Seattle : meilleur long métrage et meilleur réalisateur (prix du Golden Space Needle - Prix du public) pour Au bout du tunnel
- 2017 : Pelikula Manila, festival du film espagnol : meilleur long métrage (prix du public) pour Au bout du tunnel